# Angern an der March
Angern an der March é um município da Áustria localizado no distrito de Gänserndorf, no estado de Baixa Áustria.